# Antonio Calpe
Antonio Calpe (4. dubna 1940 Valencie – 7. dubna 2021) byl španělský fotbalista, obránce.

## Fotbalová kariéra
Hrál ve Španělsku za CD Alcoyano, Levante UD a Real Madrid. S Realem Madrid získal 3 mistrovské tituly a jednou vyhrál španělský fotbalový pohár. Za reprezentaci Španělska nastoupil v roce 1964 v 1 utkání. V Poháru mistrů evropských zemí nastoupil ve 12 utkáních, v roce 1966 pohár s Realem vyhrál. V Interkontinentálním poháru nastoupil v 1 utkání.

## Ligová bilance
| Ročník                   | Zápasy | Góly | Klub        |
| ------------------------ | ------ | ---- | ----------- |
| Primera División 1963/64 | 27     | 0    | Levante UD  |
| Primera División 1964/65 | 30     | 0    | Levante UD  |
| Primera División 1965/66 | 7      | 0    | Real Madrid |
| Primera División 1966/67 | 19     | 1    | Real Madrid |
| Primera División 1967/68 | 21     | 0    | Real Madrid |
| Primera División 1968/69 | 25     | 0    | Real Madrid |
| Primera División 1969/70 | 23     | 0    | Real Madrid |
| Primera División 1970/71 | 2      | 0    | Real Madrid |
| CELKEM Primera División  | 154    | 1    |             |